# The Hits
The Hits − album kompilujący najpopularniejsze utwory brytyjskiego wokalisty popowego Willa Younga. Wydany w połowie listopada 2009 r., zawiera dwanaście przebojów Younga (pochodzących z czterech albumów studyjnych artysty) oraz dwa utwory bonusowe.
Album sprzedał się w nakładzie blisko czterystu siedemdziesięciu pięciu tysięcy egzemplarzy i w krótkim czasie pokrył się platyną.

## Lista utworów
1. „Evergreen” (Jörgen Elofsson, Per Magnusson, David Kreuger) – 4:12
2. „Light My Fire” (Jim Morrison, Ray Manzarek, John Densmore, Robby Krieger) – 3:28
3. „You and I” (Mike Peden, Ed Johnson, H. Johnson) – 4:04
4. „Leave Right Now” (Eg White) – 3:34
5. „Your Game” (Will Young, Blair MacKichan, Tayo Onile-Ere) – 4:10
6. „Friday's Child” (Steve Lee, D. Taylor) – 8:59
7. „Switch It On” (Will Young, Stephen Lipson, Ronnie Peterson, Karen Poole, Steve Wolf) – 3:48
8. „All Time Love” (Jamie Hartman) – 3:56
9. „Who Am I” (White, Lucie Silvas) – 4:28
10. „Changes” (Young, White) – 4:00
11. „Grace” (Young, Matt Prime) – 4:37
12. „Let It Go” (White, Jeremy Gregory, Poole) – 3:41
13. „Hopes & Fears” (Yolanda Quartey, Stew Jackson) - 3:46
14. „If It Hadn't Been for Love” (Caroline Lost, Jez Ashurst) - 3:36